# Kościół Zielonoświątkowy w RP
Kościół Zielonoświątkowy w Rzeczypospolitej Polskiej – wolny Kościół protestancki o charakterze ewangelikalnym nurtu zielonoświątkowego. Drugi pod względem wielkości Kościół protestancki w Polsce (po Kościele Ewangelicko-Augsburskim w RP), posiadający przeszło 13 tysięcy członków i łącznie ponad 27 tysięcy wiernych (w tym 447 duchownych) zrzeszonych w ramach 288 zborów; największy polski Kościół protestancki nurtu ewangelikalnego; największa zielonoświątkowa denominacja w Polsce, związana z pentekostalną tradycją amerykańskich Zborów Bożych i przyjmująca ustrój kongregacjonalno-synodalny. Kościół Zielonoświątkowy w RP jest członkiem Europejskiej Wspólnoty Zielonoświątkowej, Światowej Wspólnoty Zborów Bożych, Aliansu Ewangelicznego w RP oraz Towarzystwa Biblijnego w Polsce. Organem prasowym Kościoła jest miesięcznik „Chrześcijanin”. Siedzibą władz Kościoła jest miasto stołeczne Warszawa. Podstawą prawną działalności Kościoła jest ustawa z dnia 20 lutego 1997 o stosunku Państwa do Kościoła Zielonoświątkowego w Rzeczypospolitej Polskiej. Przewodniczącym Naczelnej Rady Kościoła i Prezbiterem Naczelnym Kościoła jest bp dr Marek Kamiński.
Kościół Zielonoświątkowy w obecnej formie powstał w wyniku rozwiązania federacji wspólnot chrześcijańskich o nazwie Zjednoczony Kościół Ewangeliczny, która w okresie Polskiej Rzeczypospolitej Ludowej zrzeszała większość ewangelicznych społeczności protestanckich, zarówno zielonoświątkowych, jak i niezielonoświątkowych. Rozpad federacji w 1988 spowodował usamodzielnienie się Kościołów, w tym Kościoła Zielonoświątkowego, który stał się największą wspólnotą pentekostalną.

## Historia

### Geneza i sytuacja polskich zielonoświątkowców w pierwszej połowie XX wieku

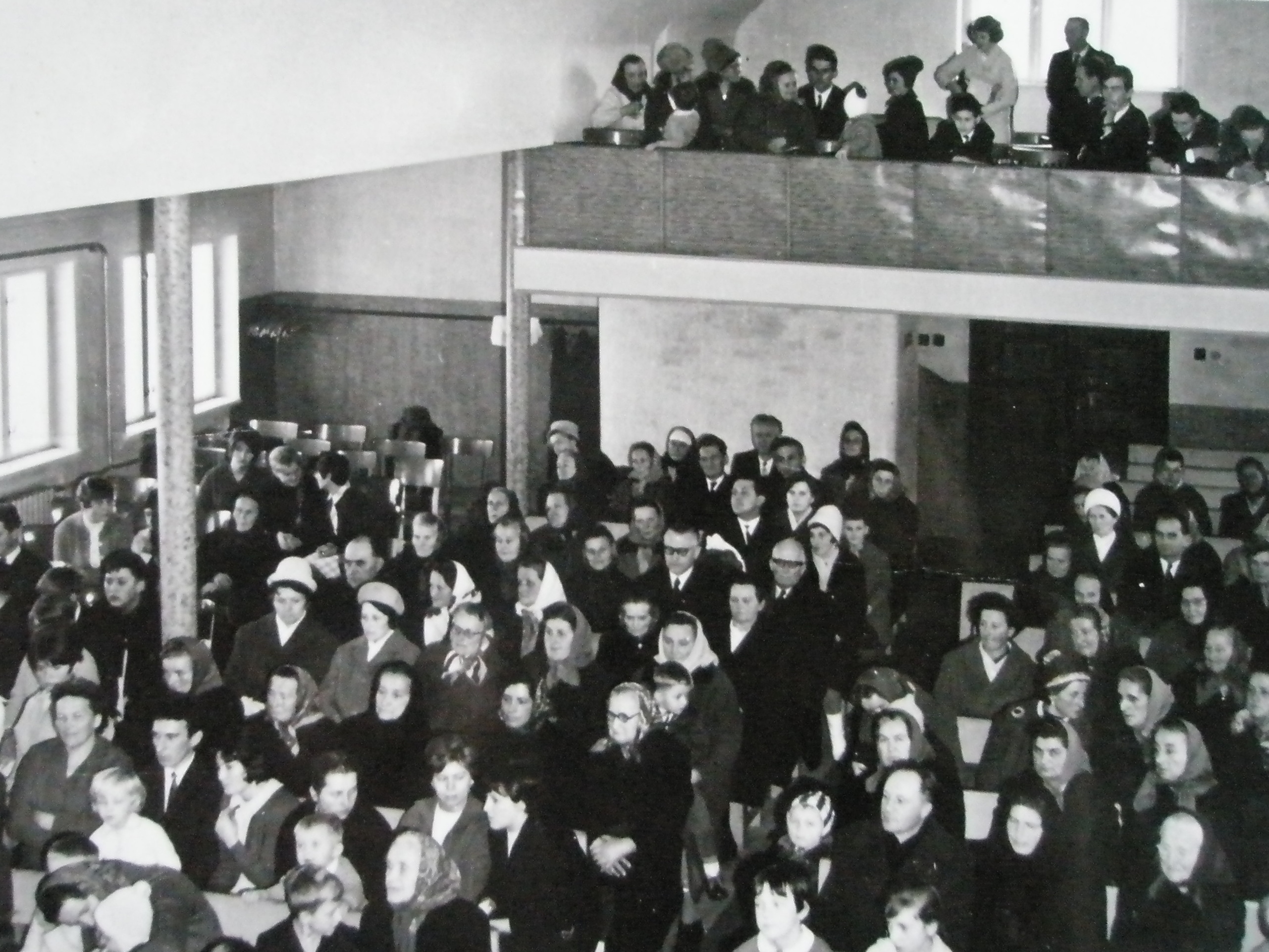
Dom modlitwy stanowczych chrześcijan w Nieborach

Początki ruchu zielonoświątkowego na ziemiach polskich sięgają początków XX wieku. Pośród wyznawców Kościoła Ewangelicko-Augsburskiego na Śląsku Cieszyńskim działających w ramach ruchu neopietystycznego, tzw. Społeczności Chrześcijańskiej, powstało przebudzenie religijne o charakterze zielonoświątkowym. Wykluczenie tych osób z macierzystej wspólnoty luterańskiej owocowało zawiązaniem się Związku Stanowczych Chrześcijan – pierwszej niezależnej społeczności zielonoświątkowców na ziemiach polskich. Związek zarejestrowany został w Cieszynie 15 lipca 1910 przez władze austriackie. W konsekwencji podziału Śląska Cieszyńskiego w 1920 między Polskę a Czechosłowację zwierzchnikiem zielonoświątkowców na ziemiach czeskich został Karol Kaleta. W Polsce ruchowi pentekostalnemu przewodzili: Karol Śniegoń (do 1927 i po 1937), Karol Kupka (1927–1931) oraz Adolf Małysz (1931–1935). Przed II wojną światową Związek liczył 2 tysiące wiernych. W momencie wkroczenia wojsk niemieckich nabożeństwa zielonoświątkowe zostały zakazane, zaś w 1947 wspólnoty pentekostalne Śląska Cieszyńskiego zostały włączone do Zjednoczonego Kościoła Ewangelicznego.

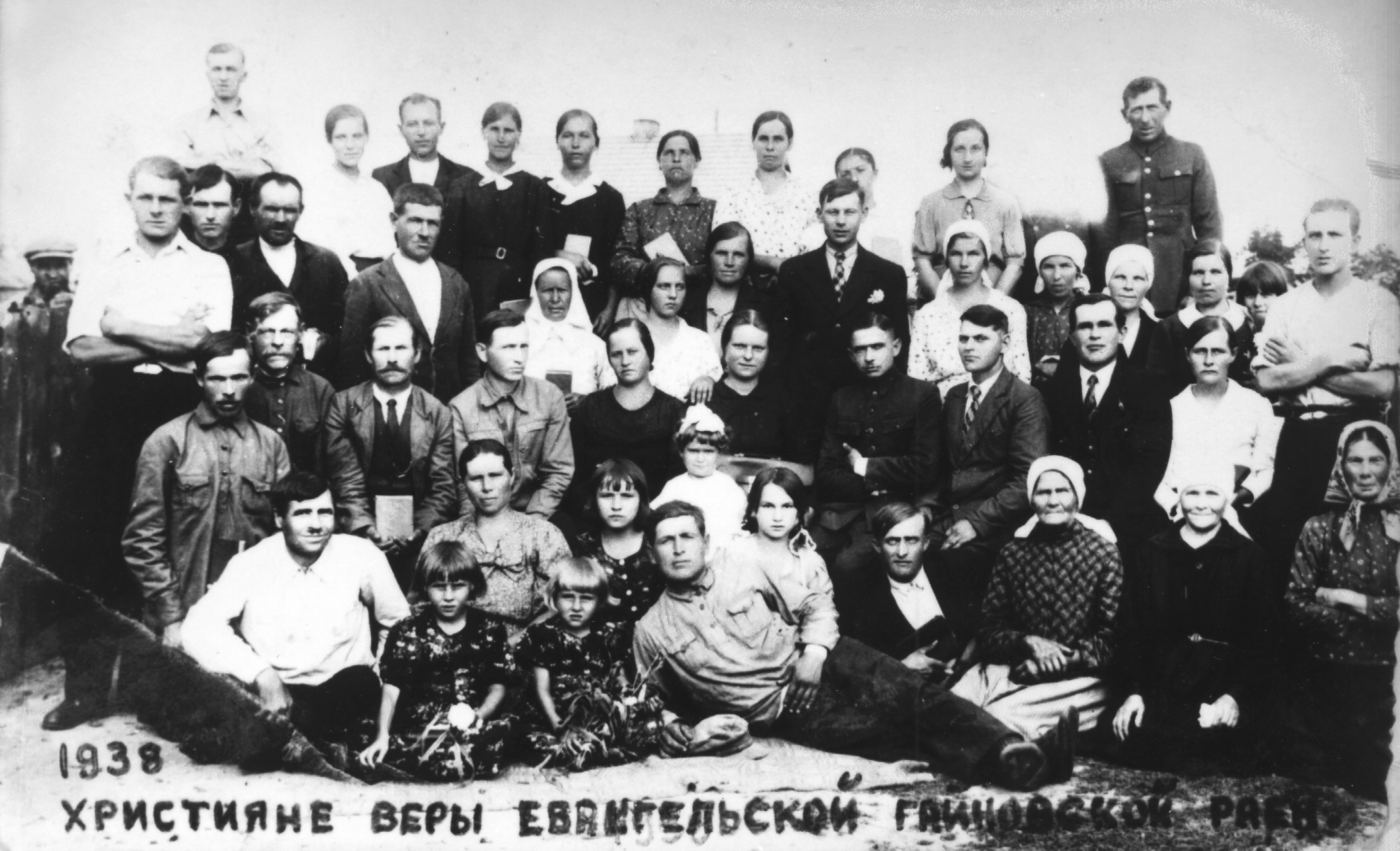
Po nabożeństwie w Hajnówce w 1938

Drugi nurt polskiego ruchu zielonoświątkowego, tzw. chrześcijanie wiary ewangelicznej, powstał w maju 1929 w Starej Czołnicy, niedaleko Łucka. Nowo utworzony związek nosił nazwę: Związek Zborów Chrześcijan Wiary Ewangelicznej. Kościół ten zrzeszał zbory pentekostalne z Polski centralnej, wschodniej oraz kresów. Na prezesa związku wybrano Artura Bergholca, a na zastępcę Józefa Czerskiego. Ustalono, że centrala związku będzie się mieściła w Łodzi.
Przed II wojną światową ruch chrześcijan wiary ewangelicznej był największą wspólnotą zielonoświątkowców w Polsce. W 1929 roku związek liczył 12 204 członków, w 1934 – 15 441, a w 1937 – 21 501 członków w ok. 500 zborach (parafiach) i placówkach. Po wojnie w wyniku przesunięcia granic liczba wiernych zmalała.
Działał prężnie prowadząc m.in. Dom Sierot, Gdański Instytut Biblijny, którego otwarcie nastąpiło 2 marca 1930 roku, a także organizując konferencje.

### Polscy zielonoświątkowcy w okresie PRL-u

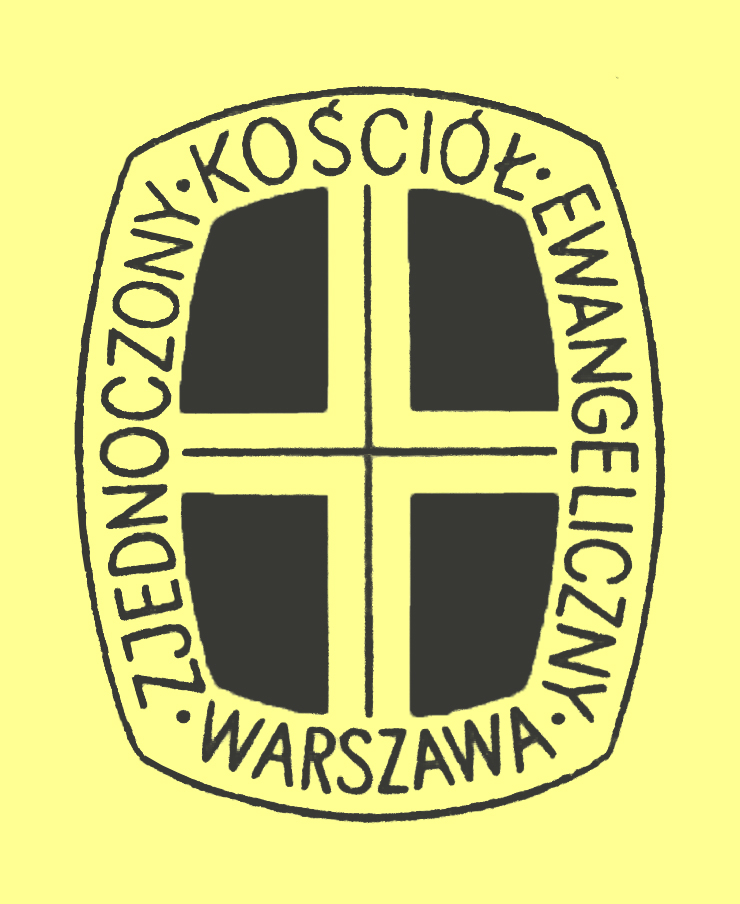
Logo ZKE

Po zakończeniu wojny wielu zielonoświątkowych działaczy z kresów wschodnich przesiedliło się do Polski. W wyniku repatriacji znaleźli się w Polsce Józef Czerski, Kazimierz Czepieluk, Teodor Maksymowicz, Franciszek Januszewicz, Władysław Sosulski, Jakub Sielużycki, a od 1947 roku – Sergiusz Waszkiewicz. Zwołano dwie powojenne konferencje dla przedstawicieli zborów – w Bytomiu, a następnie w Łodzi. Uchwalono statut, powołano zarząd Kościoła, którego prezesem został Józef Czerski. Rozpoczęto starania o legalizację Kościoła.
Związek Stanowczych Chrześcijan wszedł w struktury ZKE w 1947 roku. Związek Chrześcijan Wiary Ewangelicznej obrał inną drogę, która pod naciskiem komunistycznych władz i tak zakończyła się przystąpieniem do ZKE w 1953 roku.
W latach 1947–1948 Kościół liczył 56 zborów, 45 duchownych, 12 świątyń i ponad 3,5 tysiąca wiernych. W 1952 było 88 zborów, 70 duchownych, 17 świątyń, ale liczba wiernych spadła do 2,5 tysiąca.
Nocą z 19 na 20 września 1950 roku Urząd Bezpieczeństwa aresztował wszystkich duchownych zielonoświątkowych. W 1953 roku nastąpiło włączenie chrześcijan wiary ewangelicznej do Zjednoczonego Kościoła Ewangelicznego pod naciskiem władz. W warunkach ZKE nastąpiło zbliżenie dwóch ugrupowań zielonoświątkowych wchodzących w skład ZKE.
Po włączeniu zarówno stanowczych chrześcijan, jak i chrześcijan wiary ewangelicznej w struktury Zjednoczonego Kościoła Ewangelicznego, polscy zielonoświątkowcy nie stanowili odrębnego wyznania w okresie Polskiej Rzeczypospolitej Ludowej. Zjednoczony Kościół Ewangeliczny zrzeszał ewangelikalnych protestantów, zarówno o orientacji zielonoświątkowej, jak i niezielonoświątkowej. Jednym z pierwszych autonomicznych wyznań zielonoświątkowych była Protestancka Wspólnota Regionu Bieszczadzkiego (rejestracja: styczeń 1981), obecna Ewangeliczna Wspólnota Zielonoświątkowa. Rozpad federacji nastąpił w 1987, przez co Kościół Zielonoświątkowy stał się odrębną wspólnotą.
13 września na posiedzeniu Rady Zjednoczonego Kościoła Ewangelicznego Michał Hydzik przedłożył wniosek o reorganizację Kościoła w kierunku usamodzielnienia ugrupowań.
Od 1956 do 1975 roku czołową rolę odgrywali Sergiusz Waszkiewicz, Teodor Maksymowicz i Aleksander Rapanowicz. Od 1975 roku rolę tę odgrywali Mieczysław Suski, Edward Czajko i Tadeusz Gaweł.

### Sytuacja po 1988 (Kościół Zielonoświątkowy w RP)
Uchwałą XII Synodu ZKE podjętą 22 maja 1987 roku postanowiono rozwiązać powołany po II wojnie światowej Zjednoczony Kościół Ewangeliczny rozumiany jako federacja wchodzących w jego skład wspólnot ewangelikalnych. Decyzję tę zatwierdził 1 lutego 1988 roku Urząd do Spraw Wyznań. Jednocześnie powołano samodzielny Kościół Zielonoświątkowy, w skład którego weszły zbory zielonoświątkowe na Śląsku Cieszyńskim, dawne społeczności stanowczych chrześcijan oraz zbory przedwojennego Kościoła Chrześcijan Wiary Ewangelicznej (oprócz tzw. grupy lubelskiej, która zachowała poprzednią nazwę i stała się odrębną wspólnotą). Kościół Zielonoświątkowy po usamodzielnieniu się liczył 82 zbory. Kościół był członkiem założycielem Aliansu Ewangelicznego w RP, w 2010 roku wystąpił z jego szeregów, by ponownie uzyskać członkostwo 15 stycznia 2015 roku.
Przez pierwsze dziesięć lat istnienia po usamodzielnieniu się z ZKE, liczba wiernych Kościoła podwoiła się, co obrazuje poniższa tabela:
| Rok  | Liczba zborów | Kaplice, domy modlitwy | Duchowni | Wierni      |
| 1988 | 88            | 101                    | 133      | brak danych |
| 1989 | 102           | 101                    | 174      | 10973       |
| 1990 | 117           | 100                    | 193      | 12467       |
| 1991 | 128           | 90                     | 224      | 12886       |
| 1992 | 140           | 99                     | 214      | 14577       |
| 1993 | 152           | 87                     | 230      | 16084       |
| 1994 | 161           | 85                     | 288      | 17379       |
| 1995 | 166           | 89                     | 301      | 17816       |
| 1996 | 168           | 90                     | 311      | 17966       |
| 1997 | 172           | 91                     | 320      | 18696       |
| 1998 | 175           | 97                     | 320      | 19107       |

Wzrost ten w pewnym stopniu został wypracowany przez misję namiotową. W latach 2000–2004 powstało 21 nowych zborów, a ochrzczono 2751 osób. Misja namiotowa nie cieszyła się już dużym zainteresowaniem, pojawiły się natomiast dwie nowe inicjatywy „Generacja T” i „Misja Polska”. W 2003 roku zrezygnowano z misji namiotowej (działała od 1989), zmieniła się również strategia zakładania zborów. Odtąd przygotowywano „misjonarzy” i wysyłano ich do danej miejscowości celem zbudowania nowego zboru. W ten sposób powstało kilka zborów, ale już nie w takiej liczbie jak w latach dziewięćdziesiątych.
Przed rokiem 2000 zaistniał problem tzw. „ruchu wstawienników”. Problem dotyczył nadmiernej koncentracji na szatanie, demonach i aniołach. Kontrowersje wzbudzało usługiwanie na konferencjach kaznodziejki z Meksyku Any Mendez. W ruch zaangażowanych było kilka zborów – z Legnicy, Kalisza i Gorzowa Wielkopolskiego, a ich pastorzy stali się liderami ruchu. W marcu 2001 roku Rada Naczelna wydała oświadczenie, w którym zarzucono zwolennikom ruchu, iż nadmiernie koncentrują się na szatanie, demonach i aniołach. Miejscom męczeństwa, cmentarzom oraz symbolom narodowym należy się szacunek i nie jest to kult. Ze względu na negatywne stanowisko ze strony władz kościoła wobec tego ruchu wiosną 2002 roku zbory z Legnicy, Kalisza, Gorzowa Wielkopolskiego i Jaworu podzieliły się, a ich pastorzy wraz z częścią zborowników weszli w struktury Kościoła Bożego w Chrystusie.
W latach 80. i 90. znaczącą rolę w budowaniu agend kościelnych odgrywał Kazimierz Sosulski.

### Stosunek do lustracji
Częściowe oczyszczenie Kościoła dokonane zostało jeszcze w czasach PRL-u (zielonoświątkowcy wchodzili wtedy do ZKE), po usunięciu ekipy Krakiewicza w 1975 roku. Wymieniono wtedy skład Rady Kościoła oraz prezbiterów okręgowych. W 2005 roku po opublikowaniu tzw. Listy Wildsteina, traktowanej wtedy jako listy agentów, znalazły się na niej nazwiska dwóch duchownych związanych ze środowiskiem Kościoła Zielonoświątkowego. W tej sytuacji część duchownych kościoła domagała się przeprowadzenia autolustracji w oparciu o archiwa IPN-u. Sprawa wydostała się na zewnątrz i spotkała się z zainteresowaniem niektórych dziennikarzy, była komentowana m.in. przez Terlikowskiego na łamach „Newsweeka”. 

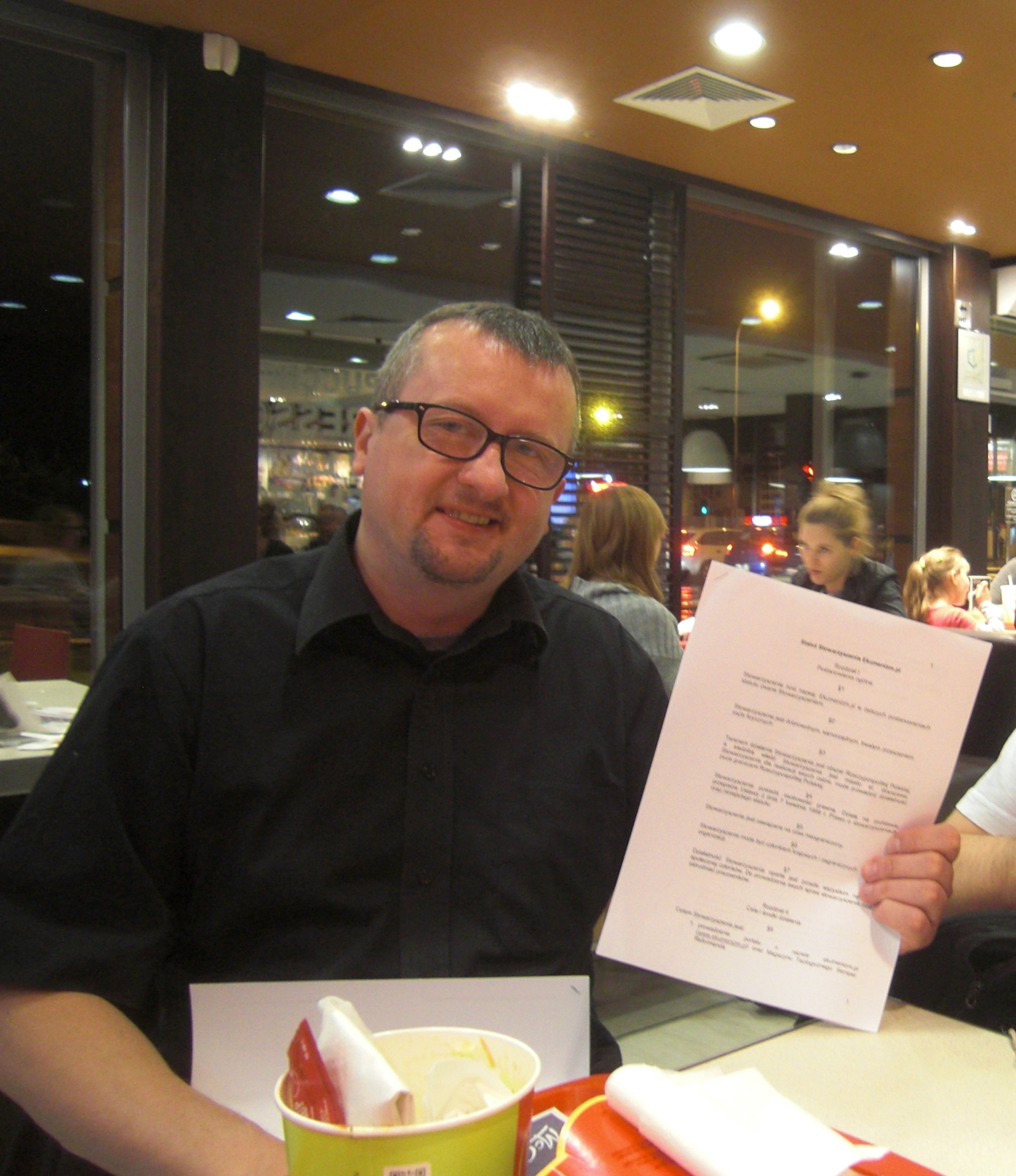
Adam Ciućka, 2016.

Sprawa autolustracji była dyskutowana na kilku synodach Kościoła. Po wyborze na zwierzchnika Marka Kamińskiego problem został zgłoszony ponownie. Na łamach „Chrześcijanina” Kamiński przypomniał o chrześcijańskim obowiązku przebaczenia, a Paweł Biedziak podał w wątpliwość wiarygodność dokumentacji bezpieki. Na synodzie w Zakościelu w 2009 roku zgłoszone zostały dwa projekty lustracji. Jeden opracowany został przez Radę Naczelną, drugi przez grupę dziesięciu pastorów (m.in. Wojciech Gajewski, Adam Ciućka, Janusz Lindner). Projekt pastorów zakładał stworzenie komisji historycznej, której celem byłoby zbadanie materiałów zgromadzonych przez IPN oraz dokonanie moralnej oceny dla duchownych współpracujących z aparatem bezpieczeństwa. Na wniosek biskupa nie doszło jednak do dyskusji nad wnioskami. Przyjęty został projekt Rady Naczelnej, który wezwał każdego obciążonego grzeszną współpracą do spotkania z Prezydium Kościoła. Synod zobowiązał Prezydium Kościoła do zachowania tajemnicy rozmowy oraz obrony imienia każdego, kto wyznał grzech, zobowiązał też Prezydium, by nie badało archiwów IPN, ze względu na brak zaufania dla tych archiwów. Według Edwarda Czajki są one wytworem „demonicznego systemu”. 29 września 2018 roku na synodzie KZ miała miejsce prezentacja badań archiwów Instytutu Pamięci Narodowej, podczas której Leszek Jańczuk przedstawił wyniki swej kwerendy, odnośnie do współpracy duchownych zielonoświątkowych ze służbami PRL.

## Nauczanie

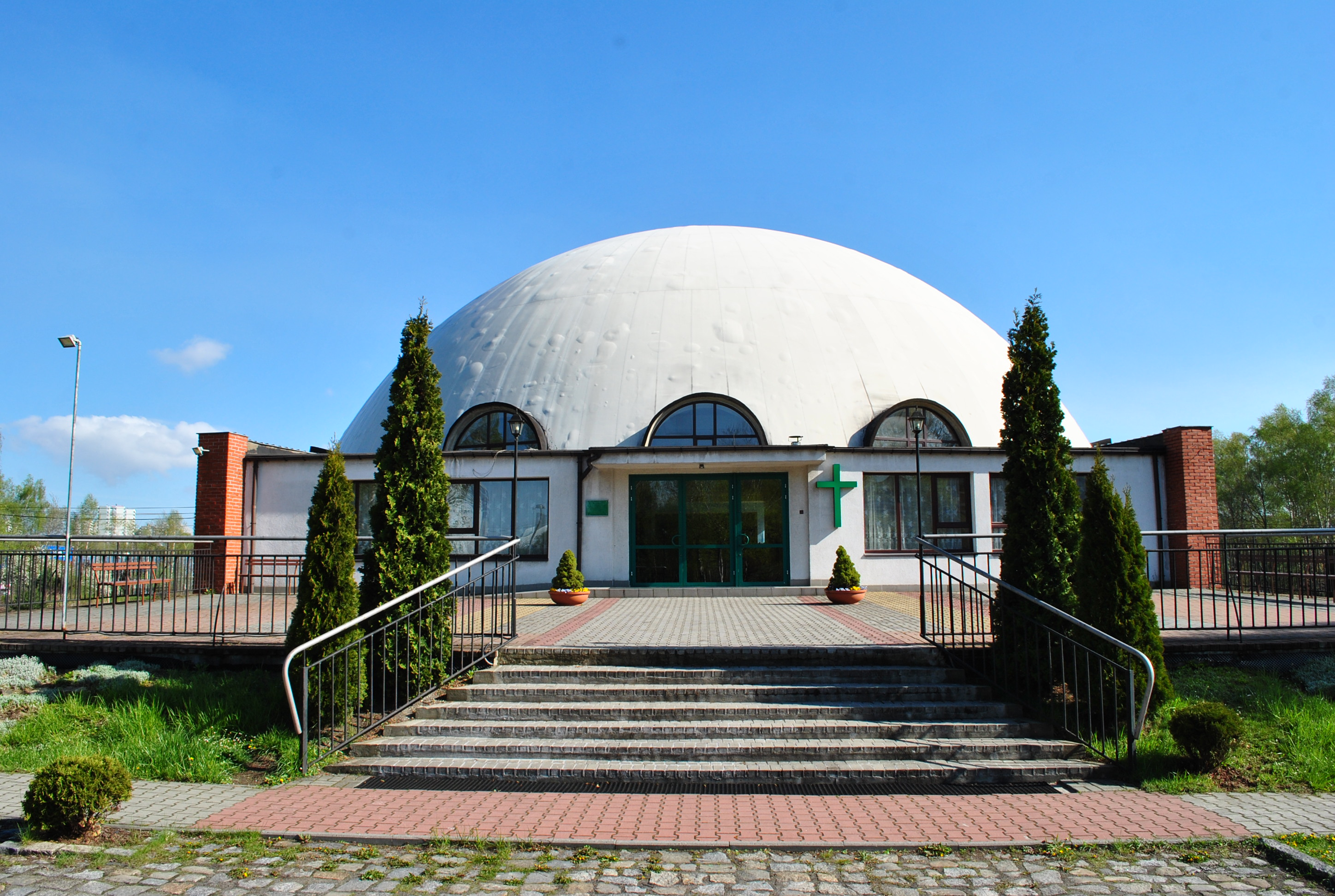
Zbór „Betania” w Katowicach

Nauka Kościoła Zielonoświątkowego w RP, podobnie jak innych zielonoświątkowych wspólnot protestanckich, opiera się na Piśmie Świętym. Kościół przyjmuje nauczanie wyrażone w starożytnych symbolach wiary chrześcijańskiej:
- apostolskim symbolu wiary,
- nicejsko-konstantynopolitańskim wyznaniu wiary.

Posiada również, podobnie jak inne Kościoły protestanckie, własne wyznanie, uwzględniające charakterystyczne dla pentekostalizmu zasady wiary. Kościół Zielonoświątkowy, bazując na protestanckiej tradycji wiary, przyjmuje pięć zasad reformacji sformułowanych w XVI wieku.
Podstawowe założenia teologiczne zawarte są w Wyznaniu Wiary Kościoła Zielonoświątkowego w RP:

1. Wierzymy, że Pismo Święte – Biblia – jest Słowem Bożym, nieomylnym i natchnionym przez Ducha Świętego, i stanowi jedyną normę wiary i życia.
2. Wierzymy w Boga w Trójcy Świętej jedynego, w osobach Ojca i Syna, i Ducha Świętego.
3. Wierzymy w Synostwo Boże Jezusa Chrystusa, poczętego z Ducha Świętego, narodzonego z Marii Dziewicy; w Jego śmierć na krzyżu za grzech świata i Jego zmartwychwstanie w ciele; w Jego wniebowstąpienie i powtórne przyjście w chwale.
4. Wierzymy w pojednanie z Bogiem przez opamiętanie i wiarę w Ewangelię, w chrzest i Wieczerzę Pańską.
5. Wierzymy w chrzest Duchem Świętym, przeżywanie pełni Ducha i Jego darów.
6. Wierzymy w jeden Kościół, święty, powszechny i apostolski.
7. Wierzymy w uzdrowienie chorych jako znak łaski i mocy Bożej.
8. Wierzymy w Zmartwychwstanie i życie wieczne.

### Biblia
Kościół Zielonoświątkowy w RP postrzega Pismo Święte Starego i Nowego Testamentu jako zbiór pism natchnionych przez Ducha Świętego, nieomylne i wystarczające źródło wszelkich przekonań i praktyk religijnych. Przyjmuje się protestancki kanon Biblii, składający się z 39 ksiąg Starego Testamentu i 27 ksiąg Nowego Testamentu.

### Bóg
Bóg, jako stworzyciel wszechświata oraz wszelkiego życia, objawił się w trzech osobach: Ojca, Syna oraz Ducha Świętego. Kościół odrzuca poglądy antytrynitarne, w tym popularną wśród niektórych wspólnot pentekostalnych doktrynę o jedności Bóstwa. Chwała i uwielbienie oddawane są wyłącznie Trójjedynemu Bogu. Nie praktykuje się zatem kultu świętych, obrazów oraz relikwii jako sprzecznych z Biblią. Maria uważana jest za godną naśladowania chrześcijankę oraz służebnicę Pańską, która podobnie, jak każdy człowiek, była grzeszna i potrzebowała zbawienia. Nie uznaje się kultu maryjnego, dogmatu o jej niepokalanym poczęciu oraz wniebowzięciu.

### Jezus Chrystus
Jezus Chrystus postrzegany jest w Kościele Zielonoświątkowym jako jednorodzony Syn Boży, który począł się z Ducha Świętego i przyjął ciało z dziewicy Marii. Posiada on dwie natury: w pełni boską i w pełni ludzką. Jego śmierć na krzyżu za grzech świata uważana jest za doskonałą i zakończoną ofiarę. Kościół wierzy w cielesne zmartwychwstanie Chrystusa, jego wniebowstąpienie oraz powtórne przyjście w dniach ostatecznych. Jezus Chrystus uznawany jest za jedynego pośrednika i orędownika pomiędzy Bogiem a ludźmi. Uznawany jest za głowę Kościoła.

### Upadek, zbawienie, nowonarodzenie, uświęcenie

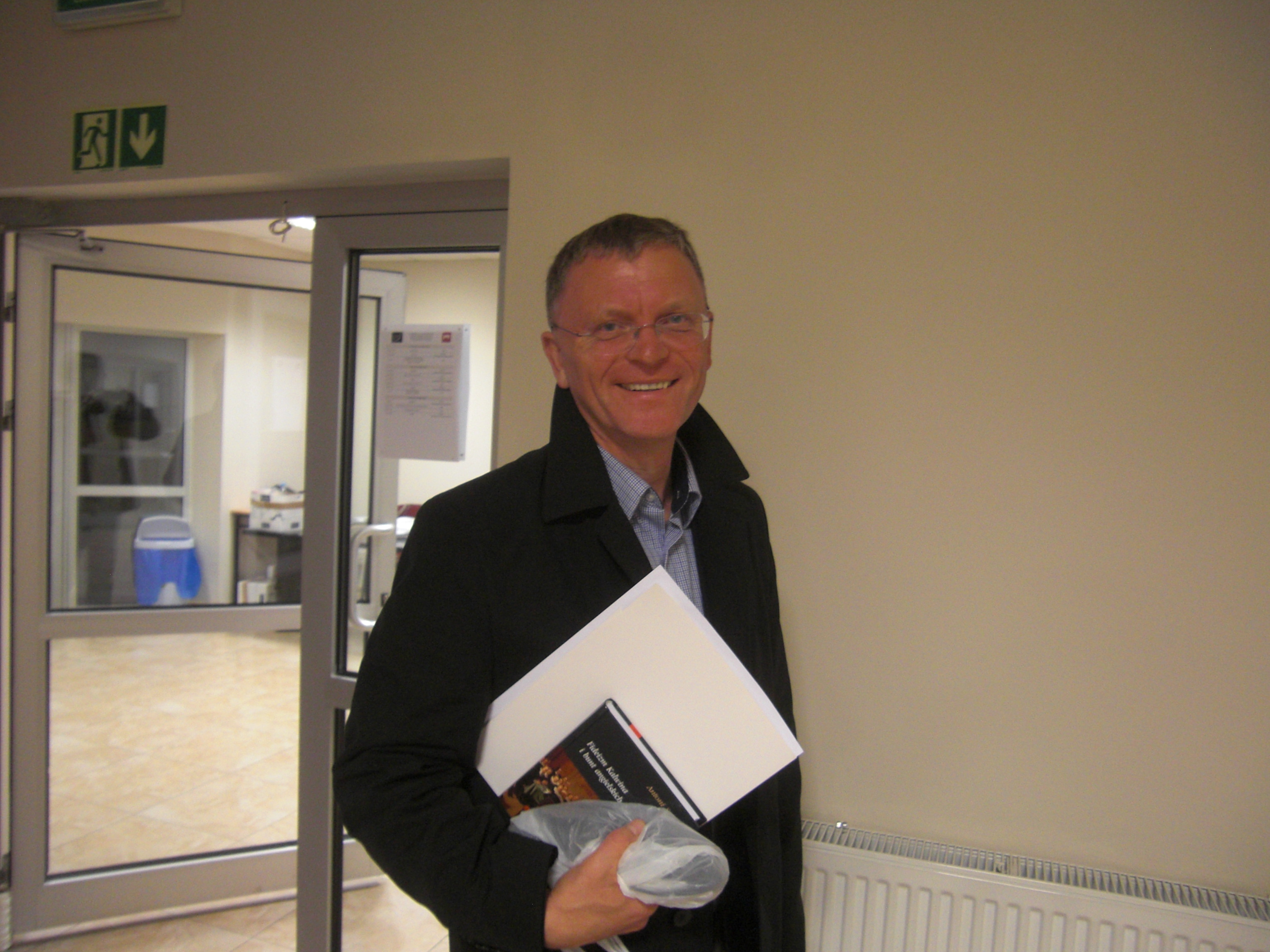
Prof. Adam Płachciak, pastor z Jeleniej Góry, na Synodzie KZ 2016-09-22

Kościół Zielonoświątkowy uznaje, iż człowiek został stworzony istotą doskonałą na Boże podobieństwo, jednak wskutek grzechu pierwszych rodziców stracił społeczność z Bogiem. Każdy człowiek przychodzący na świat jest grzeszny, oddzielony od Boga i potrzebuje zbawienia. Przez swą śmierć Jezus Chrystus pojednał wierzących z Bogiem i dzięki tej ofierze zbawienie stało się możliwe dla każdego człowieka. Odrzuca się możliwość zbawienia poprzez uczciwe życie, dobre uczynki, czy wyznawaną religię. Kościół Zielonoświątkowy naucza, iż zbawienie jest przekazywane jedynie z łaski Bożej każdemu grzesznikowi, niezależnie od jego uczynków w momencie, gdy wyzna on Jezusa Chrystusa swoim osobistym Panem i Zbawicielem (tzw. nowonarodzenie). W konsekwencji tego wydarzenia, grzesznik zostaje usprawiedliwiony przed Bogiem, odrodzony, usynowiony, jego życie uświęcone i przemienione. Posiada on pewność życia wiecznego. Powołany jest do prowadzenia życia w świętości (w tym bez nałogów), służby, codziennej relacji z Bogiem i spełniania dobrych uczynków. Teologicznie Kościół Zielonoświątkowy wyznaje arminianizm i opowiada się za możliwością utraty zbawienia w konsekwencji odrzucenia Bożej łaski przez człowieka.

### Chrzest Duchem Świętym
Cechami charakterystycznymi ruchu zielonoświątkowego są wywodząca się z pietyzmu osobista pobożność, utrzymywanie żywej relacji z Bogiem, studiowanie Biblii przez wiernych, spontaniczne uwielbianie Boga oraz otwartość na działanie Ducha Świętego. Kościół Zielonoświątkowy postrzega boską osobę Ducha Świętego jako autora Pisma Świętego oraz obiecanego pocieszyciela. Uważa się, iż człowiekowi jest on udzielany podczas nowego narodzenia, doświadczenia chrztu Duchem Świętym, któremu towarzyszą przeżycia charyzmatyczne charakterystyczne dla Kościoła wczesnochrześcijańskiego (zob. Pięćdziesiątnica), napełnienia, a także w charyzmatach, czyli darach duchowych. Celem chrztu Duchem Świętym jest wzmocnienie i udzielenie darów duchowych, czyli charyzmatów nowo narodzonym chrześcijanom. Owocami tego doświadczenia są przemienione życie i obecność nadnaturalnych znaków, w tym mówienie nieznanymi językami. Kościół Zielonoświątkowy uznaje i praktykuje charyzmaty w postaci prorokowania, uzdrawiania chorych, wypędzania demonów.

### Ustanowienia

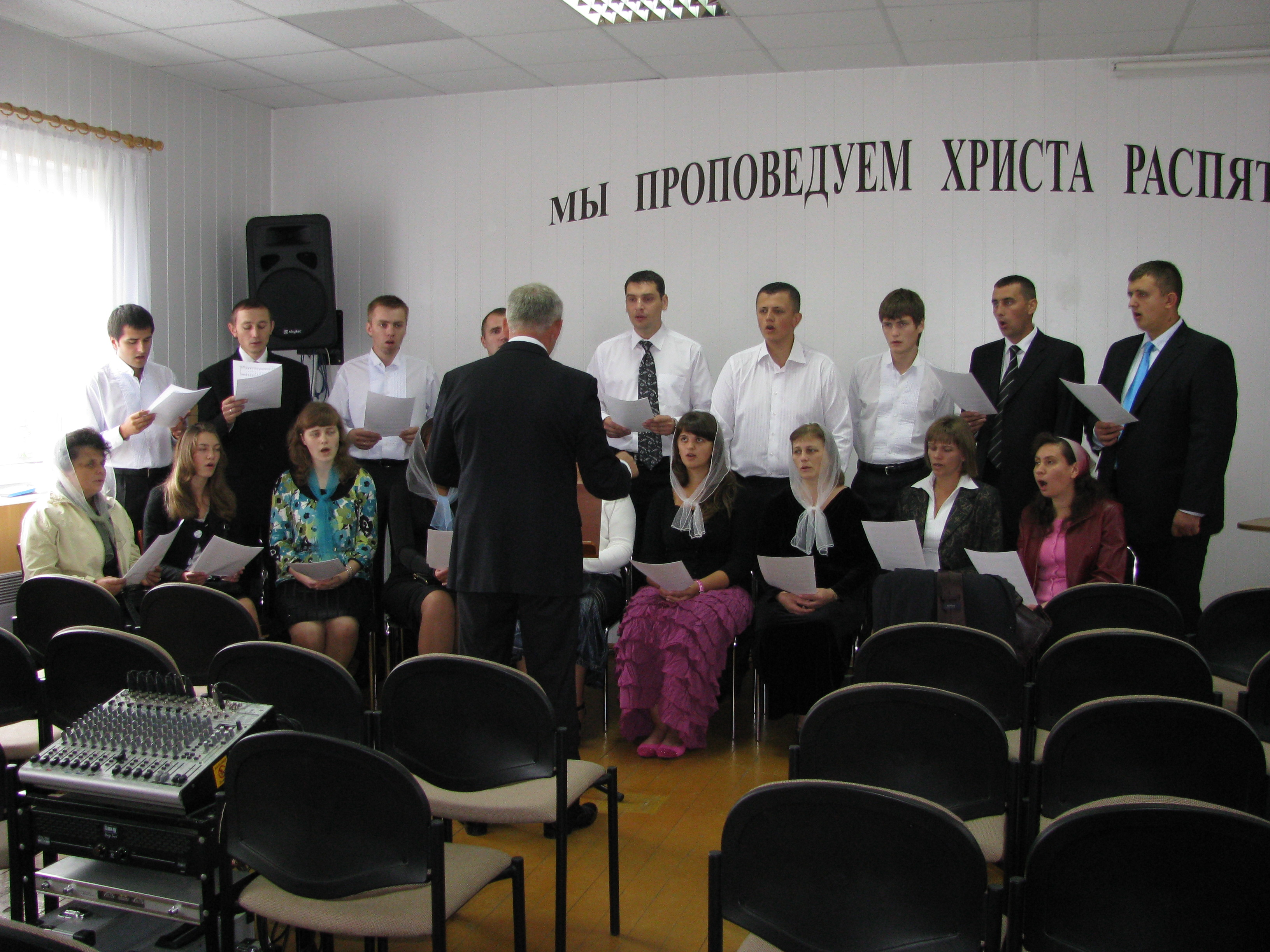
Rosyjskojęzyczny zbór w Dubiczach Cerkiewnych

Kościół Zielonoświątkowy w RP, podobnie jak inne Kościoły protestanckie, praktykuje dwa ustanowienia: chrzest oraz Wieczerzę Pańską. Wraz z innymi wspólnotami ewangelicznymi, postrzega je jako ustanowione przez Jezusa Chrystusa obrzędy, które mają wymiar symboliczny. Odrzuca się pogląd, jakoby za pośrednictwem ustanowień przekazywana była zbawiająca łaska Boża. Powołując się na Biblię oraz protestancką zasadę sola fide, Kościół Zielonoświątkowy postrzega osobistą wiarę jako jedyny element przez który grzesznik otrzymuje odrodzenie i przebaczenie grzechów. Chrztu udziela się wyłącznie osobom, które doświadczyły nowonarodzenia i osobiście wyznały swą wiarę w Jezusa Chrystusa (tzw. „chrzest w wieku świadomym”). Praktykuje się wyłącznie chrzest przez całkowite zanurzenie w wodzie. Przed zanurzeniem pastor wypowiada formułę: Na podstawie twojego wyznania wiary i pragnienia chrztu, chrzczę ciebie w imię Ojca i Syna, i Ducha Świętego. Obrzędu można dokonywać zarówno w baptysteriach, jak również naturalnych zbiornikach.
Wieczerza Pańska postrzegana jest jako obrzęd upamiętniający śmierć Jezusa Chrystusa na krzyżu. Odrzuca się pogląd, jakoby ustanowienie to było powtórzeniem bądź uobecnieniem ofiary Chrystusa. Kościół Zielonoświątkowy naucza, że ofiara krzyżowa została zakończona, zaś celem Wieczerzy Pańskiej jest jej wspominanie oraz budowanie wspólnoty wśród wierzących. Komunię świętą praktykuje się zgodnie z Nowym Testamentem pod obiema postaciami. Wszyscy wierni przyjmują zarówno symbol ciała (chleb), jak i krwi (wino). W wielu zborach, ze względów higienicznych, korzysta się ze specjalnych tac z oddzielnymi dla każdego kieliszkami z winem. Kościół Zielonoświątkowy w RP uznaje duchową obecność Chrystusa w Wieczerzy Pańskiej.

### Uzdrowienie chorych
Wiara w aktualność darów Ducha Świętego, żywą obecność Boga w Kościele i życiu wierzących przejawia się także w uzdrowieniu chorych. Kościół Zielonoświątkowy, jakkolwiek wierzy, iż przemienienie ciał będzie towarzyszyć dopiero zmartwychwstaniu, podkreśla, iż łaska uzdrowienia dostępna jest dla każdego, kto zawierzy Bogu poprzez modlitwę. W Kościele przyjmuje się także aktualność nadnaturalnych darów uzdrawiania. Nie kwestionuje się osiągnięć medycyny. Praktykuje się także, zgodnie z Listem Jakuba pomazanie chorych olejkiem ku uzdrowieniu przez starszych zboru.

### Kościół

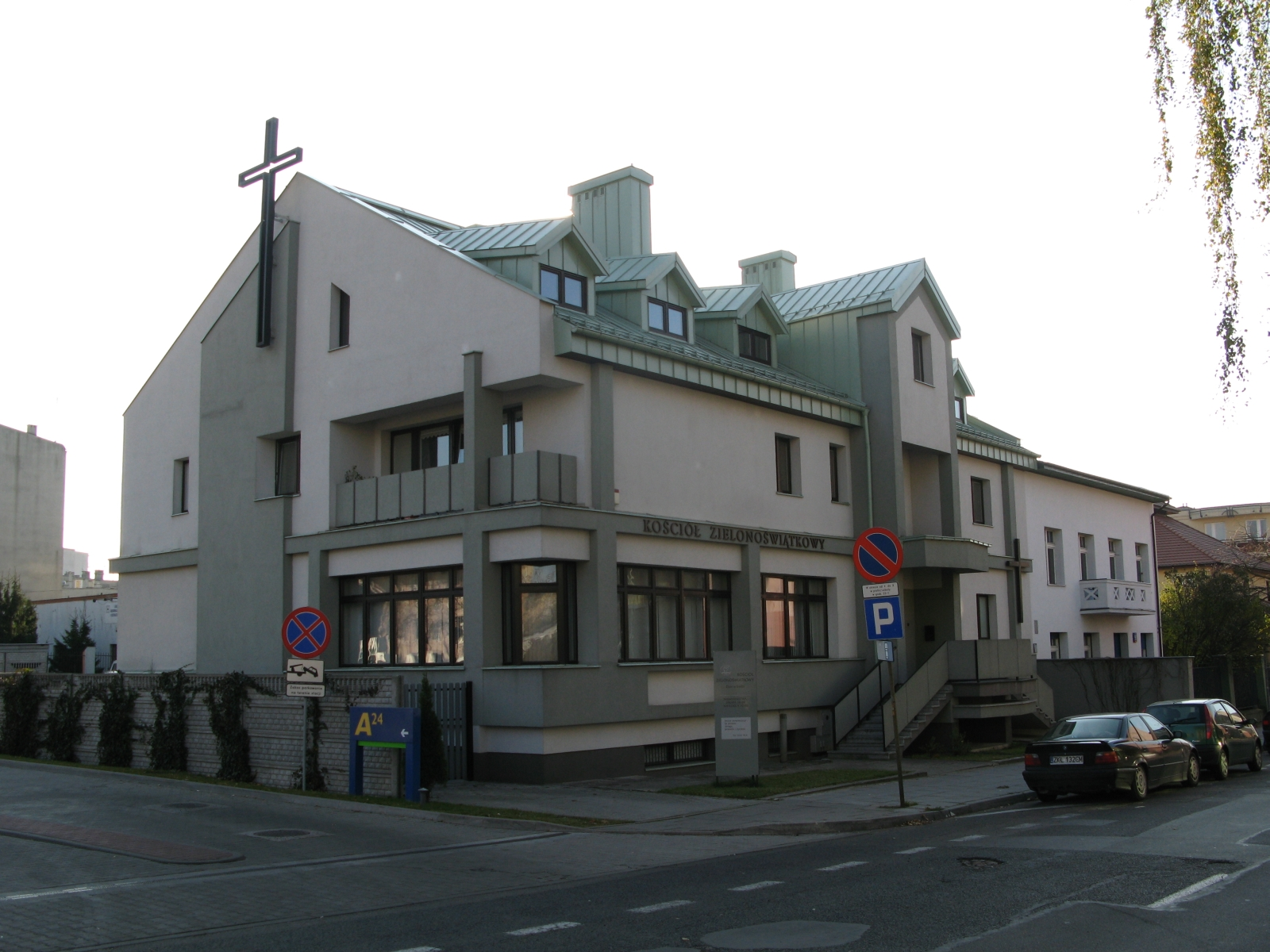
Zbór w Łodzi

Kościół Zielonoświątkowy w RP uważa, iż Kościół założony przez Jezusa Chrystusa nie jest korporacją czy instytucją, ale duchową wspólnotą wszystkich nowo narodzonych chrześcijan, niezależnie od ich wyznania. Odrzuca zatem pogląd, jakoby był jedynym właściwym kościołem. Utrzymuje pełną komunię z innymi ewangelikalnymi społecznościami. Kościół niewidzialny uznawany jest za powszechny i uniwersalny, czyli obejmujący wszystkich usprawiedliwionych, zarówno żywych jak i umarłych. Jezus Chrystus uważany jest za jedyną głowę Kościoła chrześcijańskiego, a Duch Święty – za jedynego namiestnika. Podobnie, jak pozostałe Kościoły protestanckie, zielonoświątkowcy odrzucają zwierzchnictwo papieża nad Kościołem, a także przypisywanie jakiemukolwiek człowiekowi nieomylności. Kościół widzialny przejawia się w społeczności lokalnej, czyli zborze (parafii). Dla jego budowy ustanowione zostały właściwe służby, np. starsi zborów, pastorzy, diakoni, ewangeliści, nauczyciele etc.

### Małżeństwo

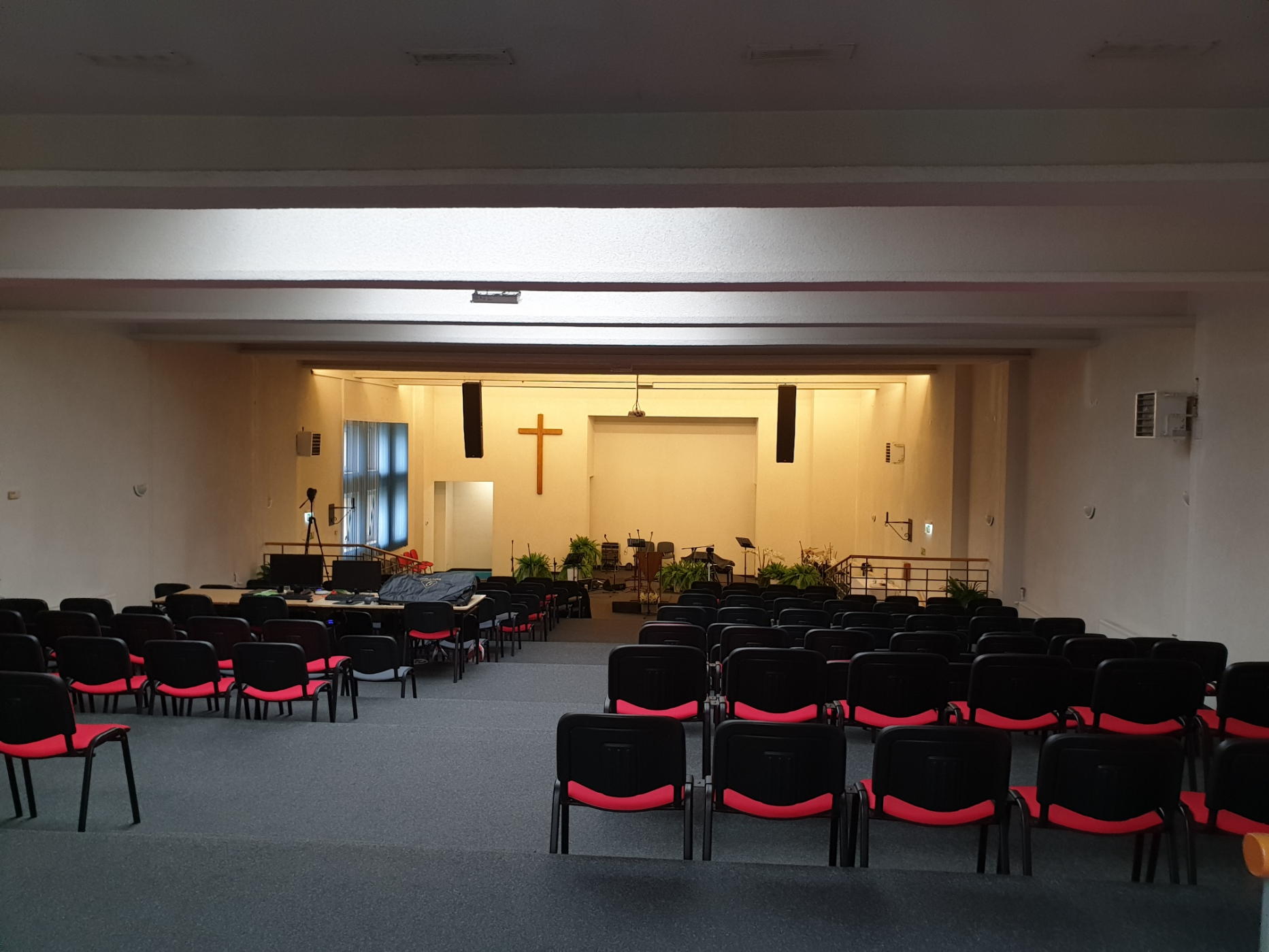
Wnętrze zboru w Gliwicach przy ul. Krupniczej

Małżeństwo uznaje się za ustanowiony przy stworzeniu człowieka związek, który łączy jedną kobietę i jednego mężczyznę. Kościół Zielonoświątkowy w RP nie uznaje małżeństw jednopłciowych oraz bigamicznych. Nie akceptuje zawierania małżeństwa między osobami blisko spokrewnionymi. Nie postrzega również małżeństwa w kategoriach sakramentu, choć uznaje je, zgodnie z Biblią, za związek święty. Celem małżeństwa jest nie tylko prokreacja, ale również wspólnota i wzajemna pomoc.

### Eschatologia
Kościół Zielonoświątkowy uznaje powtórne przyjście Chrystusa za zwieńczenie nadziei chrześcijańskiej oraz moment zmartwychwstania. Przyjmuje się naukę o przyjściu Pana na obłoki w celu pochwycenia (porwania) Kościoła, o osobistym widzialnym przyjściu w chwale oraz o ustanowieniu Tysiącletniego Królestwa. Kościół Zielonoświątkowy wyznaje dwa zmartwychwstania: pierwsze – zbawionych do życia wiecznego oraz drugie – niesprawiedliwych na wieczne potępienie. Sąd Boży i wyrok potępienia obejmie wszystkich upadłych aniołów oraz niepokutujących grzeszników. Wieczną nagrodą zbawionych będą nowe niebiosa i nowa ziemia, zaś karą niesprawiedliwych – jezioro ogniste.

### Nauczanie społeczne i etyczne
Kościół Zielonoświątkowy w RP, utożsamiając się z klasycznym ruchem zielonoświątkowym i czerpiąc z tradycji wiary ruchu uświęceniowego, duży nacisk kładzie na prowadzenie przez chrześcijan świętego, zgodnego z wyznawanymi wartościami życia. Nie akceptuje praktykowania homoseksualizmu , współżycia płciowego przedmałżeńskiego i pozamałżeńskiego ; nie dopuszcza aborcji, eutanazji oraz manipulacji genetycznych. W umiarkowanym stopniu akceptuje powtórne małżeństwa i w drodze wyjątków, które dopuszcza Biblia (tzw. klauzula Mateuszowa oraz dwie klauzule Pawłowe). Kościół Zielonoświątkowy w RP dopuszcza stosowanie antykoncepcji; nie zgadza się natomiast na niszczenie zapłodnionej komórki jajowej oraz stosowanie środków wczesnoporonnych . Kościół nie akceptuje nadużywania alkoholu, stosowania tytoniu, narkotyków; postuluje prowadzenie uświęconego życia pozbawionego nałogów i nieczystych zwyczajów.

## Nabożeństwa

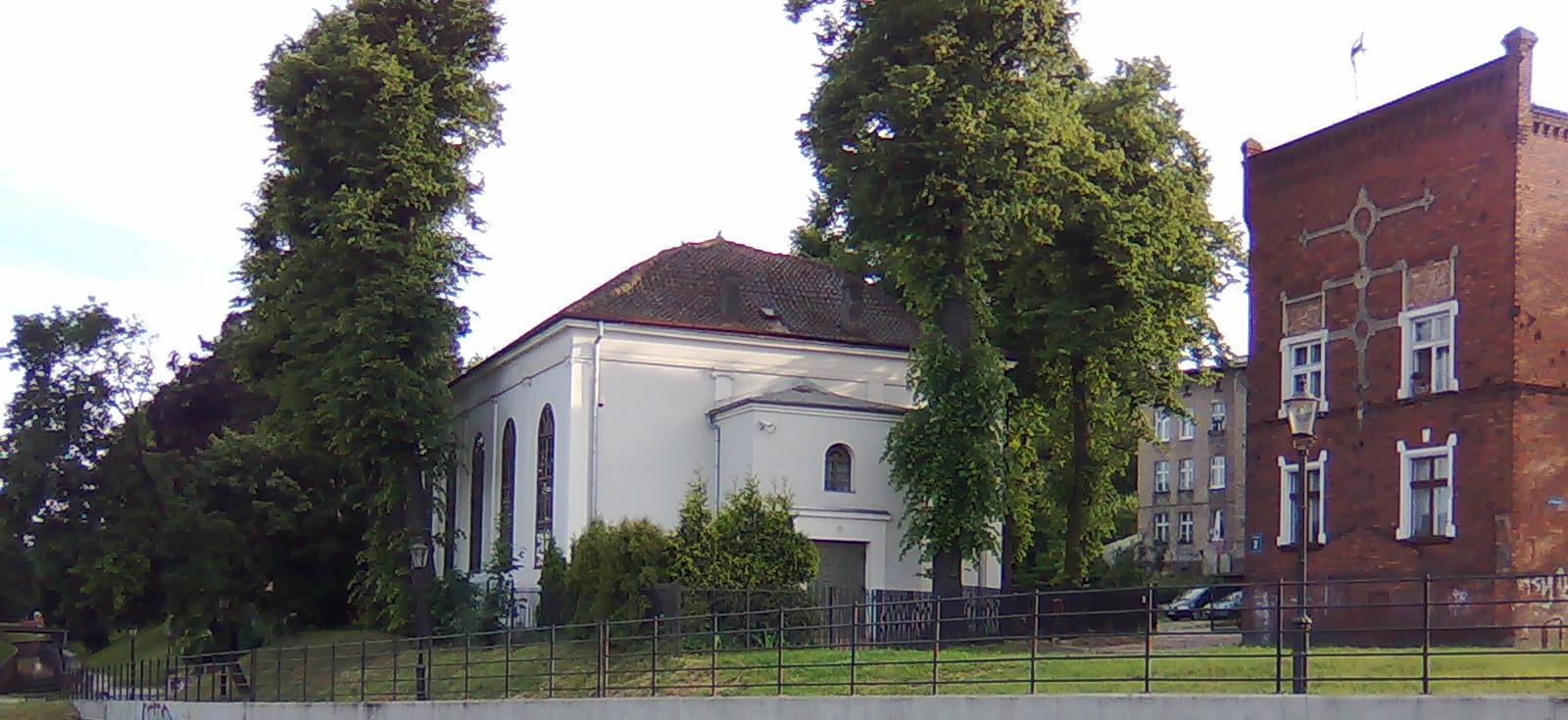
Zbór w Gdańsku

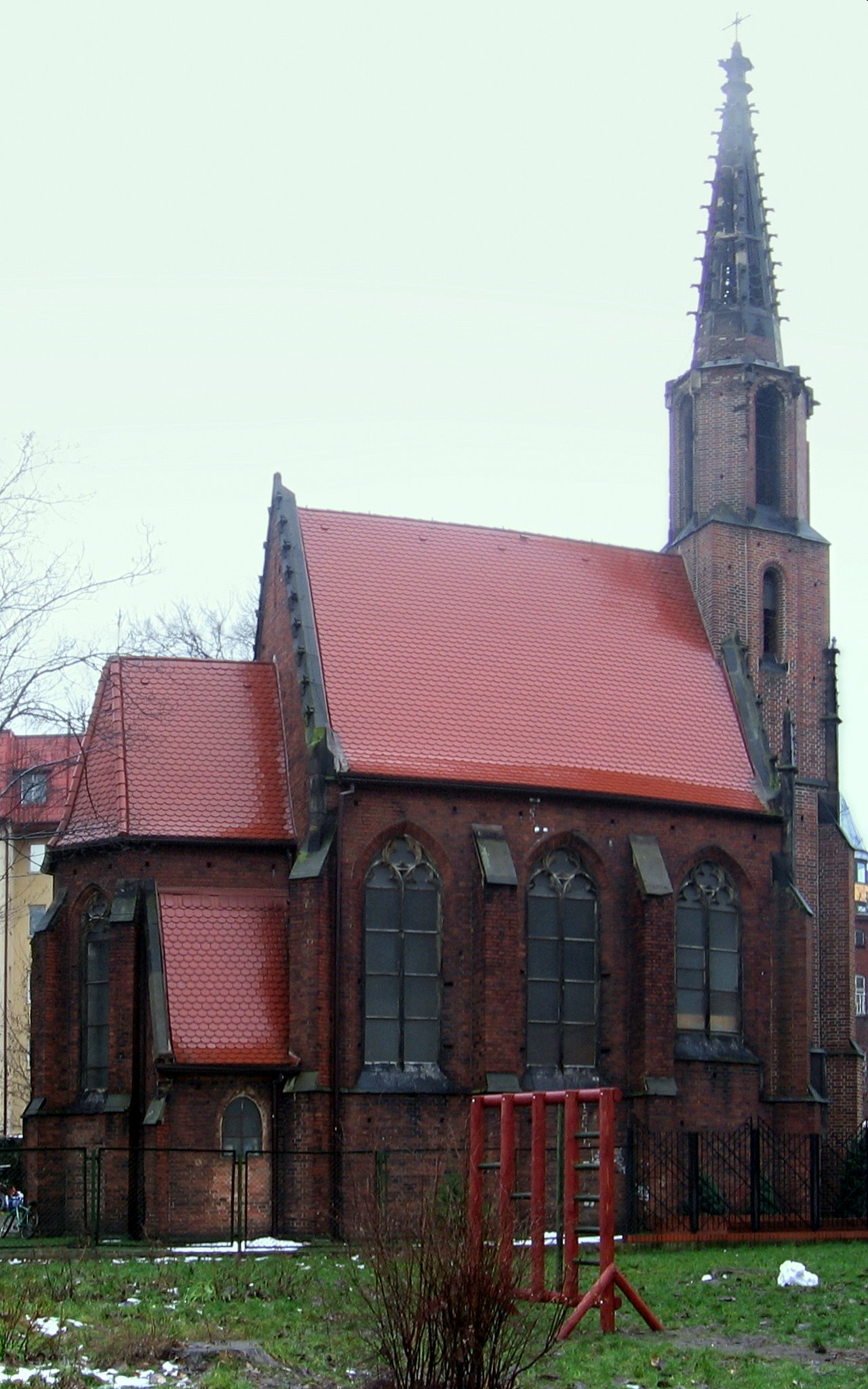
Zbór przy ul. Miłej we Wrocławiu

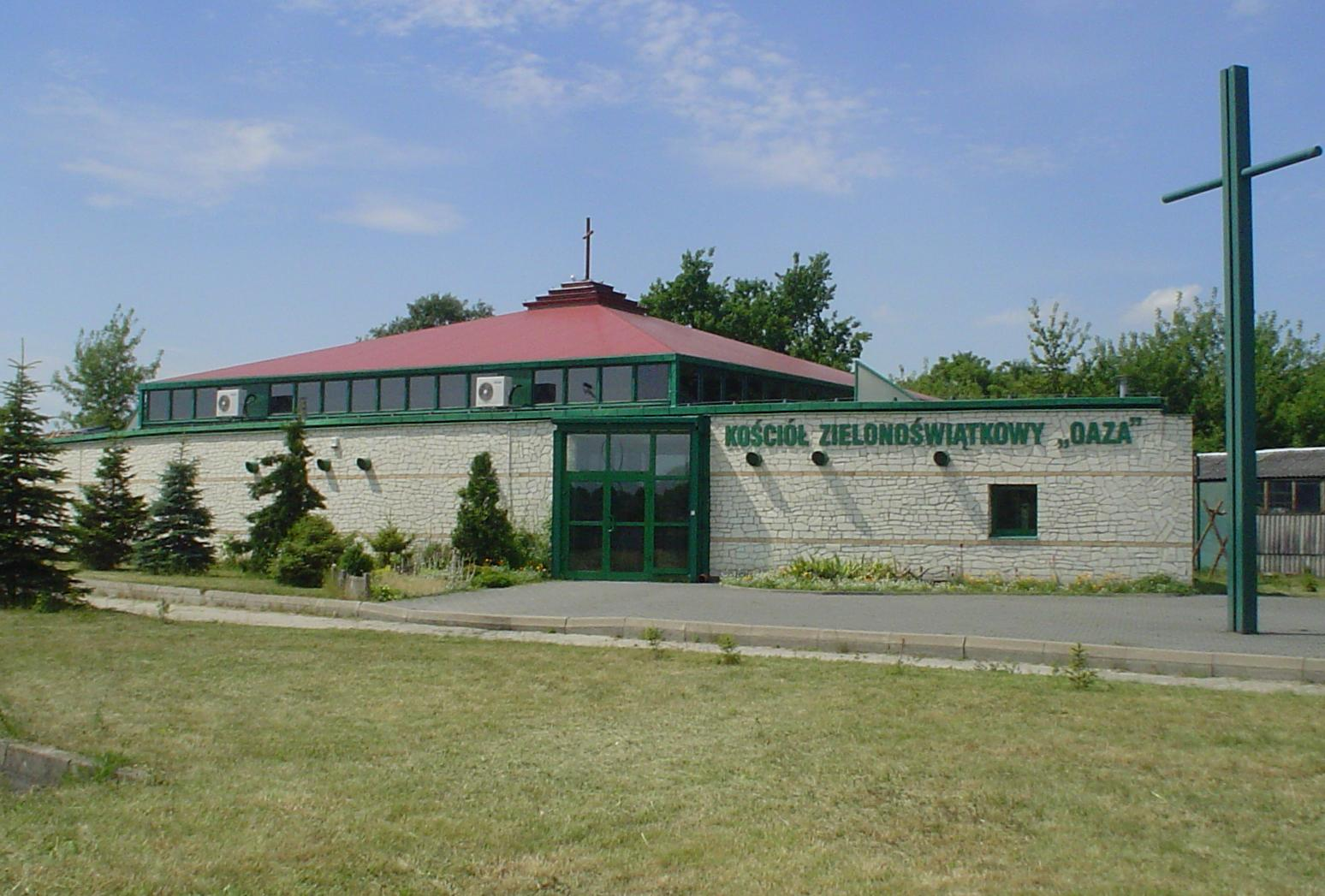
Zbór „Oaza” w Lublinie

Nabożeństwa Kościoła Zielonoświątkowego w RP otwarte są dla wszystkich ludzi. Kościół nie sprawuje mszy świętych, uważając ofiarę Chrystusa za zakończoną. Podczas Wieczerzy Pańskiej (nabożeństwa komunijnego) ofiara jest jedynie wspominana, co należy jednak odróżnić od jej powtarzania, czy uobecniania. Nabożeństwa zielonoświątkowe, podobnie jak innych Kościołów ewangelikalnych, cechują prostota i brak form liturgicznych. Nabożeństwa mają być wyrazem szczerego, osobistego uwielbienia Boga oraz wspólnoty zboru. Na nabożeństwo składają się śpiewanie pieśni, modlitwy, czytanie psalmów, składanie świadectw przez wiernych odnośnie do działania Boga w ich życiu, a także kazanie, czyli zwiastowanie Słowa Bożego. Częstotliwość sprawowania Wieczerzy Pańskiej jest różna w poszczególnych zborach. Najczęściej obchodzona jest raz na miesiąc podczas niedzielnego nabożeństwa głównego. Oprócz nabożeństw niedzielnych trwających około dwóch godzin, wiele zborów spotyka się w mniejszych grupach, aby studiować Pismo Święte. Zbory organizują również nabożeństwa modlitewne oraz młodzieżowe.
Pierwszą częścią niedzielnego nabożeństwa głównego jest uwielbienie. Prowadzone jest zazwyczaj przez liderów uwielbienia, a jego głównym celem jest spontaniczne, osobiste oddawanie Bogu chwały i wyrażenie dziękczynienia. Podczas uwielbienia zespół uwielbieniowy śpiewa wraz ze zgromadzeniem pieśni, które przeplatane są modlitwami. Pieśniom towarzyszy akompaniament różnych instrumentów muzycznych, np. fortepianu, perkusji, gitary akustycznej czy elektrycznej. W Kościele Zielonoświątkowym, podobnie jak w innych społecznościach charyzmatycznych, podczas uwielbienia modlą się jednocześnie na głos wszyscy członkowie zboru, bądź własnymi słowami, bądź tzw. językami (glosolalia). Charakterystyczną cechą uwielbienia jest spontaniczność w wyrażaniu Bogu chwały m.in. przez wznoszenie rąk, klaskanie, taniec, okrzyki, głośne modlitwy. Na nabożeństwach dochodzi do manifestacji darów Ducha Świętego (charyzmatów) w postaci prorokowania, mówienia nieznanymi językami. Często spotykaną praktyką jest również nakładanie rąk podczas modlitwy. Zielonoświątkowcy swój styl nabożeństwa opierają na nowotestamentowych relacjach o żywej manifestacji Boga w Kościele wczesnochrześcijańskim od czasu Pięćdziesiątnicy, obecności cudów i pełnego poświęcenia się wierzących Bogu. Członkowie zboru często składają świadectwa przed zgromadzeniem o własnych przeżyciach z Jezusem Chrystusem. Drugą część nabożeństwa stanowi kazanie, które podobnie jak w innych Kościołach protestanckich, wygłaszane jest w oparciu o Pismo Święte. Wierni zazwyczaj śledzą omawiane fragmenty we własnych egzemplarzach Biblii.

## Duchowni

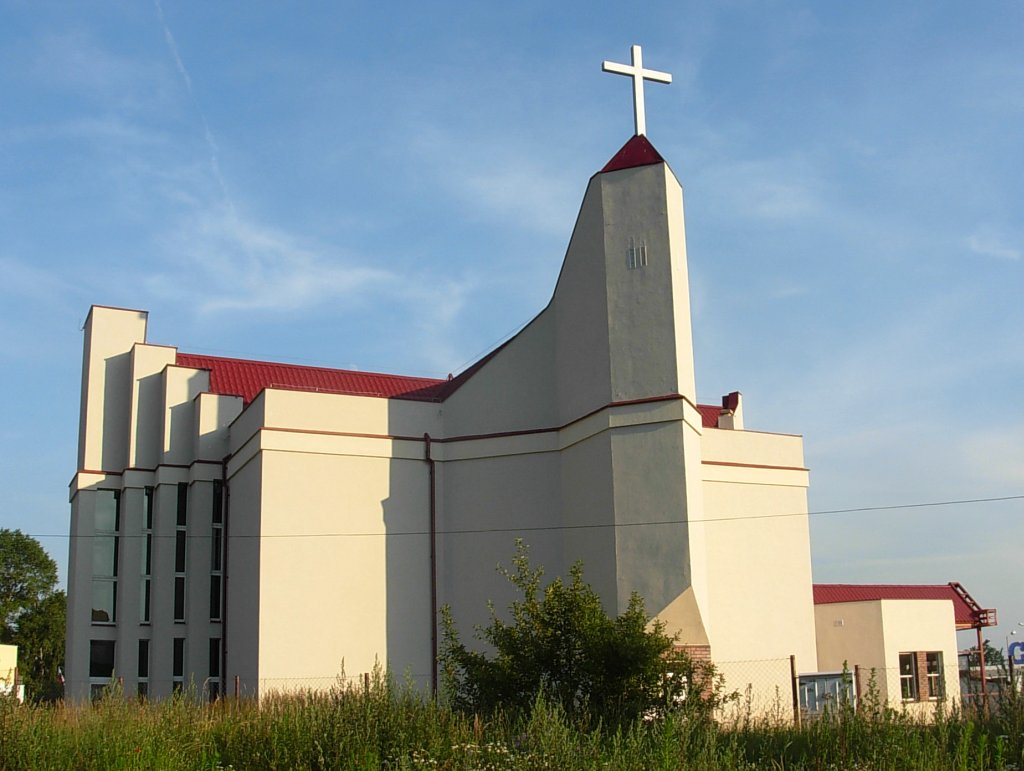
Zbór „Betel” w Bydgoszczy

W Kościele Zielonoświątkowym w RP, podobnie jak w innych wyznaniach protestanckich, obowiązuje zasada powszechnego kapłaństwa wszystkich wierzących. Dlatego też duchowny nie jest pośrednikiem, kapłanem ani przedstawicielem Kościoła wobec Boga, ale urzędem i powołaniem do sprawowania służby Bożej, pełnienia obowiązków duszpasterskich, w tym przede wszystkim kaznodziejstwa.
Duchownymi Kościoła Zielonoświątkowego są: diakoni oraz prezbiterzy (pastorzy). Powoływani są oni przez Naczelną Radę Kościoła na wniosek prezbitera okręgowego. Ich zadaniem statutowym jest realizowanie celów i kierunków działalności wyznaczonych przez Biblię i Synod Kościoła. Do specyfiki posługi diakona i pastora należą:
- diakoni (pastorzy) – duchowni upoważnieni do wykonywania wszystkich czynności kościelnych, choć nie do pełnienia wszystkich funkcji w Kościele. Zgodnie z Prawem Wewnętrznym Kościoła, diakonem może zostać osoba odpowiadająca kwalifikacjom Pisma Świętego. Okres próbny kandydata do diakonatu trwa przynajmniej jeden rok. Ordynacja może nastąpić po tym okresie po uzyskaniu pozytywnej opinii rady starszych oraz zdaniu egzaminu kościelnego.
- prezbiterzy (pastorzy) – duchowni upoważnieni zarówno do wykonywania wszystkich czynności kościelnych, jak i pełnienia wszystkich funkcji w Kościele. Zgodnie z Prawem Wewnętrznym Kościoła, prezbiterem może zostać mężczyzna, który ukończył 30 rok życia i ma przynajmniej 7-letni staż w diakonacie. Powołanie na stanowisko prezbitera (pastora) odbywa się na wniosek prezbitera okręgowego po przeprowadzeniu rozmowy kwalifikacyjnej Prezydium Naczelnej Rady Kościoła z kandydatem.

Duchownych zielonoświątkowych nie obowiązuje celibat. Na stanowiskach kościelnych wiek emerytalny duchownych wynosi 70 lat.
27 września 2019 Synod Kościoła wyraził zgodę na ordynację kobiet na urząd pastora pomocniczego. 27 września 2020, ordynowano na diakonisę oraz powołano na urząd pastora pomocniczego pierwszą kobietę w Kościele Zielonoświątkowym w RP – Joannę Kmiecik.
W Kościele kobiety mogą pełnić urząd diakonisy. Diakonisę powołuje Naczelna Rada Kościoła na wniosek pastora zaopiniowany przez prezbitera okręgowego. Diakonise mają prawo do ubezpieczenia społecznego z tytułu bycia duchownymi.

## Ekumenizm
Spośród Kościołów powstałych w wyniku reorganizacji ZKE jedynie Kościół Zielonoświątkowy był zainteresowany dalszym pozostaniem w PRE. Dlatego 30 stycznia 1988, zanim jeszcze doszło do skreślenia ZKE z rejestru, Edward Czajko w porozumieniu z Michałem Hydzikiem, wystosował pismo do PRE, w którym powiadomił o reorganizacji ZKE, w związku z czym prawa i obowiązki przechodzą na cztery nowo utworzone Kościoły. Kościoły te albo potwierdzą swoje pozostanie w PRE, albo zgłoszą wystąpienie. Jednak prezes PRE odpowiedział, że KZ może się ubiegać o członkostwo tylko jako zupełnie nowy Kościół, a deklaracje nowo powstałych Kościołów nie mogą być brane pod uwagę. W piśmie tym poinformowano również, jakie są warunki członkostwa w PRE. List ten został wysłany do wszystkich Kościołów powstałych po rozwiązaniu ZKE. Władze KZ nie chciały na to się zgodzić, chciały, aby ich Kościół był traktowany jako członek założyciel. 21 marca Michał Hydzik wystosował do PRE kolejne pismo (zredagowane przez Mieczysława Czajkę), w którym zarzucono dla PRE niewłaściwe potraktowanie KZ, zwłaszcza że statut PRE nie uwzględniał postępowania w przypadku reorganizacji Kościoła członkowskiego. Zarzucono, że takie postępowanie nie służy celom, które PRE pragnie realizować. Pismo to pozostało bez odpowiedzi. Prawdopodobnie PRE wykorzystało to jako okazję, aby pozbyć się kłopotliwego członka. Władze PRE nie uczyniły również nic, aby do członkostwa w PRE zachęcić pozostałe trzy nowo utworzone Kościoły.

## Ustrój, organizacja i struktura

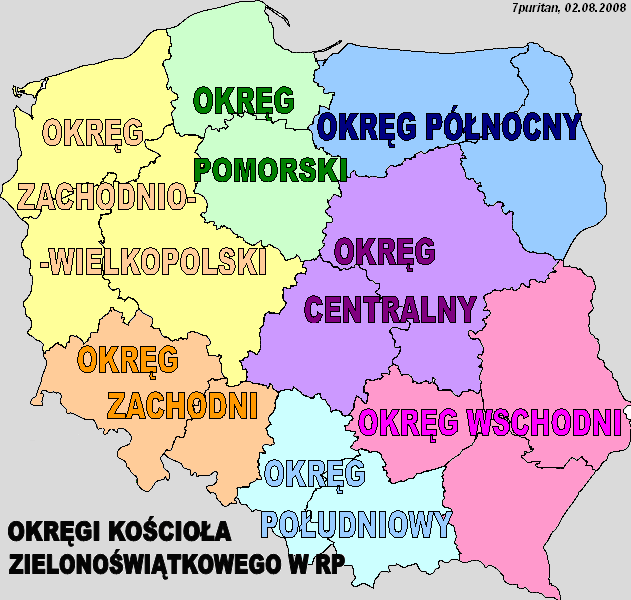
Okręgi Kościoła Zielonoświątkowego w RP

Ustrój Kościoła Zielonoświątkowego w RP ma charakter kongregacjonalno-synodalny. Zbór, czyli wspólnota lokalna, stanowi podstawową jednostkę administracyjną Kościoła, której przewodzą pastor oraz rada starszych. Do duchownych Kościoła Zielonoświątkowego zalicza się: pastorów, ewangelistów, kaznodziejów, nauczycieli Słowa Bożego, kierowników agend kościelnych, prezbiterów okręgowych oraz prezbitera naczelnego, czyli biskupa. Kościół podzielony jest na okręgi, którym przewodniczą prezbiterzy okręgowi. Synod Kościoła Zielonoświątkowego zwoływany jest raz na cztery lata. Wybiera on prezbitera naczelnego oraz członków Prezydium Rady Naczelnej.

### Prezydium Rady Naczelnej Kościoła
W skład Prezydium Rady Naczelnej Kościoła wchodzą:
- Marek Kamiński – prezbiter naczelny Kościoła
- Wojciech Trybek – członek Prezydium NRK
- Piotr Karaś – członek Prezydium NRK
- Zbigniew Zarożny – członek Prezydium NRK

### Okręgi Kościoła
Obecnie Kościół Zielonoświątkowy w RP liczy siedem okręgów:
- Okręg centralny – prezbiter Piotr Karaś
- Okręg południowy – prezbiter Leszek Mocha
- Okręg zachodni – prezbiter Mirosław Szatkowski
- Okręg zachodnio-wielkopolski – prezbiter Stanisław Cieślar
- Okręg pomorski – prezbiter Janusz Meisser
- Okręg północny – prezbiter Krzysztof Hawrus
- Okręg wschodni – prezbiter Dariusz Hapoń

## Działalność
Oprócz sprawowania posługi duszpasterskiej nad wiernymi Kościół Zielonoświątkowy zaangażowany jest w działalność społeczną oraz oświatową, posiadając szereg własnych agend, organizacji i ośrodków:

### Duszpasterstwa
- Duszpasterstwo Akademickie „Petra” – dyrektor: Szymon i Irmina Wolniak
- Duszpasterstwo Młodzieży Kościoła Zielonoświątkowego w RP – diakon Zbigniew Zarożny
- Duszpasterstwo Seniorów Kościoła Zielonoświątkowego w RP – prezbiter M. Dawid Kulinicz
- Royal Rangers Polska – Chrześcijańskie Harcerstwo – dyrektor: Jan Zając
- Służba Katechetyczna Kościoła Zielonoświątkowego w RP – diakonisa Elżbieta Bednarz

### Misje
- Akcja Humanitarna „Życie” – prezbiter Jan Andrzejewski
- Chrześcijańska Misja Kobiet – Ewa Wasilewska-Kamińska
- Krajowa Służba Kobiet – diakonisa Joanna Kmiecik
- Chrześcijańska Misja Pomocy Ludziom Uzależnionym „Nowa Nadzieja” – prezbiter Piotr Karaś
- Chrześcijańska Misja Społeczna – diakonisa Renata Pruszkowska
- Chrześcijańska Misja Społeczna „Nowe Przymierze” – pastor Zbigniew Urbaniak
- Misja Generacja Plus – Maria Marszałek
- Euromission Polska – Michał Siczek
- Misja „Bramy Nieba i Płomienie Piekła” – Paweł Nowakowski
- Misja „Chrześcijańska Rodzina” – Grzegorz Gruszczyński
- Misja Krajowa Kościoła Zielonoświątkowego w RP – prezbiter Mariusz Muszczyński
- Misja Więzienna Kościoła Zielonoświątkowego w RP – prezbiter Piotr Wisełka
- Misja Zagraniczna Kościoła Zielonoświątkowego w RP – diakon Arkadiusz Delik
- Misja Szalom Kraków – diakon Andrzej Sczyrba[45]

### Uczelnie
- Wyższa Szkoła Teologiczno-Społeczna – rektor: Ewa Wasilewska-Kamińska
- Seminarium Teologiczne Kościoła Zielonoświątkowego w Ustroniu – rektor: prezbiter Andrzej Luber
- Krakowskie Seminarium Biblijne – rektor: prezbiter Paweł Sochacki[46]

### Wydawnictwa
- Drukarnia i Wydawnictwo Chrześcijańskie „Arka” – diakon Korneliusz Kaleta[47]
- Instytut Wydawniczy „Agape” – prezbiter Kazimierz Sosulski
- Chrześcijanin (czasopismo) – redaktor naczelny Bogusław Haręża[47]
- Samarytanka (czasopismo) – diakonisa Tatiana Hydzik
- LIFE Publishers Polska – diakon Dominik Jaworski

### Ośrodki rekolekcyjne
- Kościelny Ośrodek Rekolekcyjny „Patmos” w Wielu – Andrzej Pelowski
- Dom rekolekcyjny w Świdnicy – Iwona Styczeń[48]

### Ośrodki resocjalizacyjne
- Chrześcijański Ośrodek dla Osób Uzależnionych „Nowa Nadzieja” w Janowicach Wielkich – diakonisa Oksana Wasilewska
- Chrześcijański Ośrodek dla Osób Uzależnionych „Teen Challenge” w Broczynie – prezbiter Zbigniew Urbaniak[49]
- Chrześcijański Ośrodek dla Osób Uzależnionych „Teen Challenge” w Łękinii – Waldemar Winter

## Statystyki

### Dane według statystycznych ankiet wyznaniowych
| Rok  | Liczba wiernych | Liczba zborów | Liczba kościołów/kaplic | Liczba duchownych |
| ---- | --------------- | ------------- | ----------------------- | ----------------- |
| 1989 | 10 973          | 102           | 101                     | 174               |
| 1990 | 12 467          | 117           | 100                     | 193               |
| 1991 | 12 886          | 128           | 90                      | 224               |
| 1992 | 14 577          | 140           | 99                      | 214               |
| 1994 | 17 379          | 161           | 85                      | 288               |
| 1995 | 17 816          | 166           | 89                      | 301               |
| 1996 | 17 966          | 168           | 90                      | 311               |
| 1998 | 19 062          | 175           |                         | 285               |
| 1999 | 19 410          | 180           |                         | 318               |
| 2000 | 19 840          | 182           | 100                     | 324               |
| 2001 | 20 027          | 186           |                         | 324               |
| 2002 | 20 376          | 193           |                         | 332               |
| 2003 | 20 571          | 198           |                         | 337               |
| 2004 | 20 890          | 204           |                         | 351               |
| 2005 | 20 944          | 211           | 111                     | 341               |
| 2006 | 21 199          | 205           | 111                     | 370               |
| 2007 | 21 303          | 211           | 115                     | 337               |
| 2008 | 21 532          | 211           | 115                     | 345               |
| 2009 | 21 834          | 217           | 117                     | 353               |
| 2010 | 21 743          | 218           | 118                     | 348               |
| 2011 | 22 429          | 220           | 122                     | 366               |
| 2012 | 22 750          | 224           | 126                     | 396               |
| 2013 | 23 012          | 230           | 126                     | 364               |
| 2014 | 23 440          | 229           | 126                     | 365               |
| 2015 | 24 241          | 240           | 126                     | 362               |
| 2016 | 24 095          | 239           | 128                     | 376               |
| 2017 | 23 984          | 244           | 129                     | 368               |
| 2018 | 25 152          | 254           | 135                     | 382               |
| 2019 | 25 617          | 259           | 140                     | 373               |
| 2020 | 24 840          | 264           | 136                     | 391               |
| 2021 | 24 110          | 266           | 130                     | 424               |
| 2022 | 26 628          | 282           |                         | 428               |
| 2023 | 27 309          | 288           |                         | 447               |
| 2024 | 27 068          | 294           |                         | 438               |

### Dane według wyników spisów powszechnych
| Spis powszechny               | Liczba deklaracji |
| ----------------------------- | ----------------- |
| Narodowy Spis Powszechny 2011 | 26 433            |
| Narodowy Spis Powszechny 2021 | 30 105            |